# Estádio Aquático Olímpico

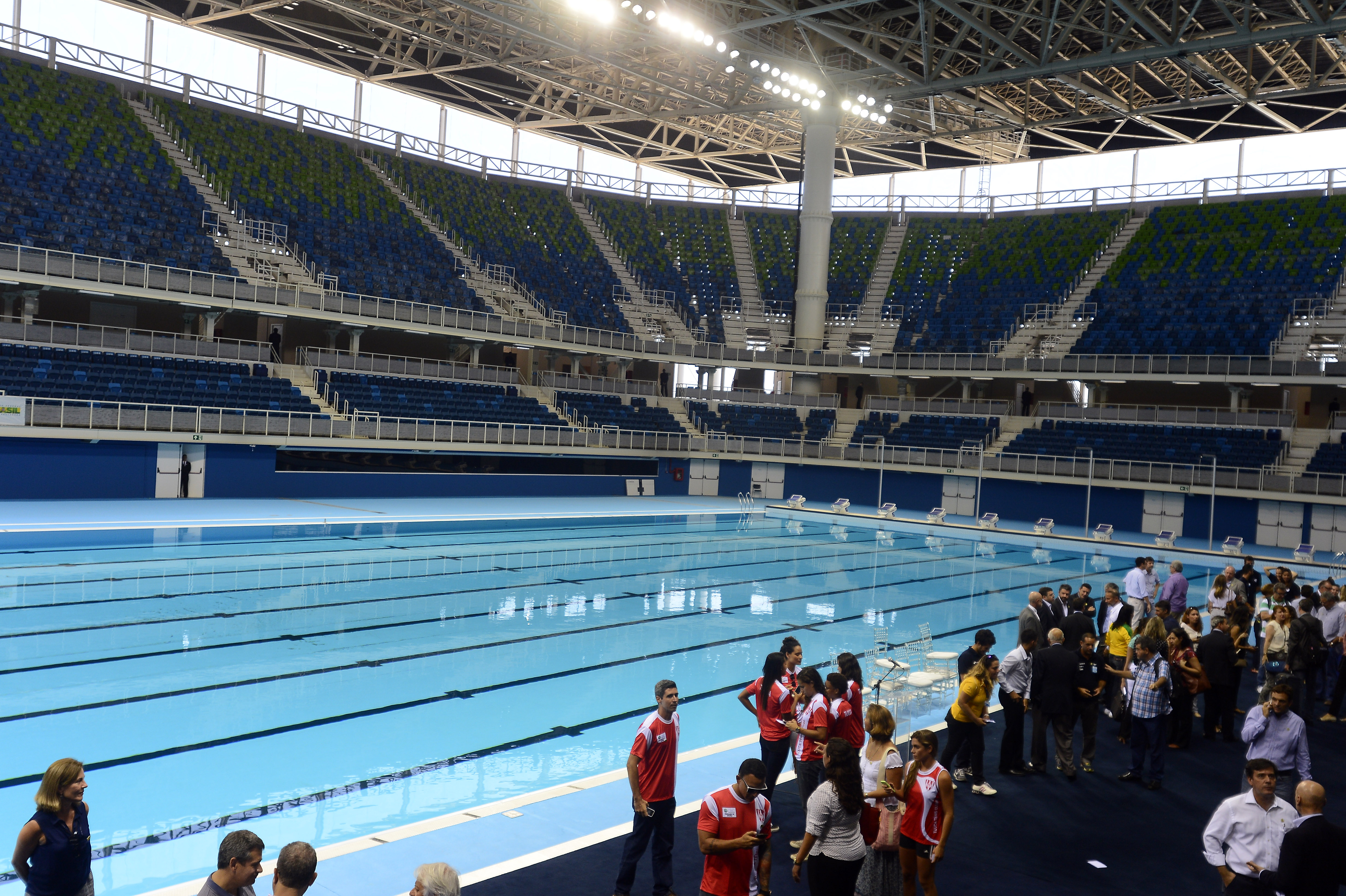
De inhuldiging van het Estádio Aquático Olímpico op 8 april 2016

Het Estádio Aquático Olímpico is een zwembad dat gebouwd werd voor en gebruikt werd bij de Olympische Zomerspelen in Rio de Janeiro. In 2016 ging er zwemmen en een deel van de waterpolo competitie door. Nadien was het zwembad ook de infrastructuur voor het zwemmen op de Paralympische Zomerspelen.
Het ligt in het Olympisch sportcomplex Parque Olímpico da Barra da Tijuca, bij de wijk Barra da Tijuca in het westen van de stad.
Het zwembad met olympische afmetingen is gebouwd conform de regelgeving van de Fédération Internationale de Natation van 2013 tot begin 2016. De kostprijs liep op tot 217 miljoen Braziliaanse real.
Het bad is omgeven door tribunes die ruimte bieden voor 15.000 toeschouwers.